# Kościół Świętego Ducha w Kodniu
Kościół Świętego Ducha w Kodniu – gotycka cerkiew zamkowa w Kodniu, obecnie rzymskokatolicki kościół filialny parafii św. Anny w Kodniu.

## Historia
Świątynia została ufundowana wraz zamkiem kodeńskim przez wojewodę nowogrodzkiego, Pawła Sapiehę ok. 1540. Służyła jako kaplica dworska rodu Sapiehów do XIX wieku. Była to kaplica unicka. Przez kilka lat był tutaj przechowywany obraz Matki Boskiej Kodeńskiej wykradziony w 1630 z Rzymu przez Mikołaja Sapiehę, następnie umieszczony w kościele św. Anny.
W 1805 roku w świątyni zaprzestano w odprawiać nabożeństwa ze względu na zły stan techniczny obiektu. Do połowy XIX w. w budynku zawaliły się sklepienia, które następnie zrekonstruowano. W okresie międzywojennym po remoncie cerkiew zamkowa służyła jako tymczasowa świątynia dla neounickiej parafii św. Michała Archanioła (starsza cerkiew została w 1865 rozebrana).
W 1945 obiekt stał się rzymskokatolickim kościołem filialnym parafii św. Anny. Od lat 60. XX wieku przeprowadzono kilka gruntownych remontów świątyni, wykonano ponowną aranżację wnętrza, w latach 70. XX wieku odnowiono dach, w 2001 osuszono fundamenty. Kaplica zamkowa wraz z ruinami zamku Sapiehów, dawną zbrojownią, plenerowymi stacjami drogi krzyżowej stanowi teren Kodeńskiej Kalwarii.

## Opis
Świątynia reprezentuje rozwiązanie późnogotyckie szeroko rozsiadłej, orientowanej hali z półkolistą absydą. Znajdują się w niej sklepienia sieciowe rozpięte we wszystkich trzech nawach oraz okazały szczyt wieńczący fasadę zachodnią. Mimo zastosowania w nim łuków pełnych, całości nadano asymetryczną kompozycję oraz zastosowano plakiety ceramiczne (charakterystyczne dla architektury bizantyjskiej na tych ziemiach). Pojawiły się również renesansowe elementy dekoracyjne: portal zachodni, detale sklepień (wsporniki), które świadczą, że obiekt był stawiany z udziałem kamieniarzy z krakowskiej ekipy Berecciego.
Wewnątrz znajduje się otoczony kultem krucyfiks Chrystusa czczonego pod tytułem Ukrzyżowany Uśmiechnięty, ponieważ Zbawiciel wyobrażony został z pogodną i uśmiechniętą twarzą.

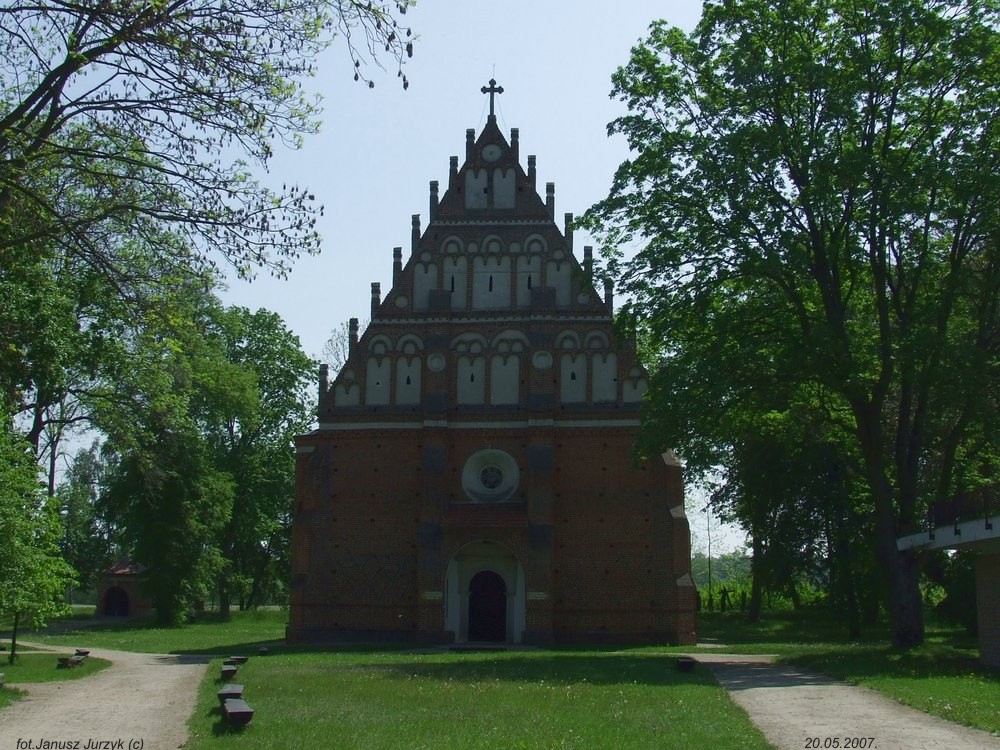
Fasada
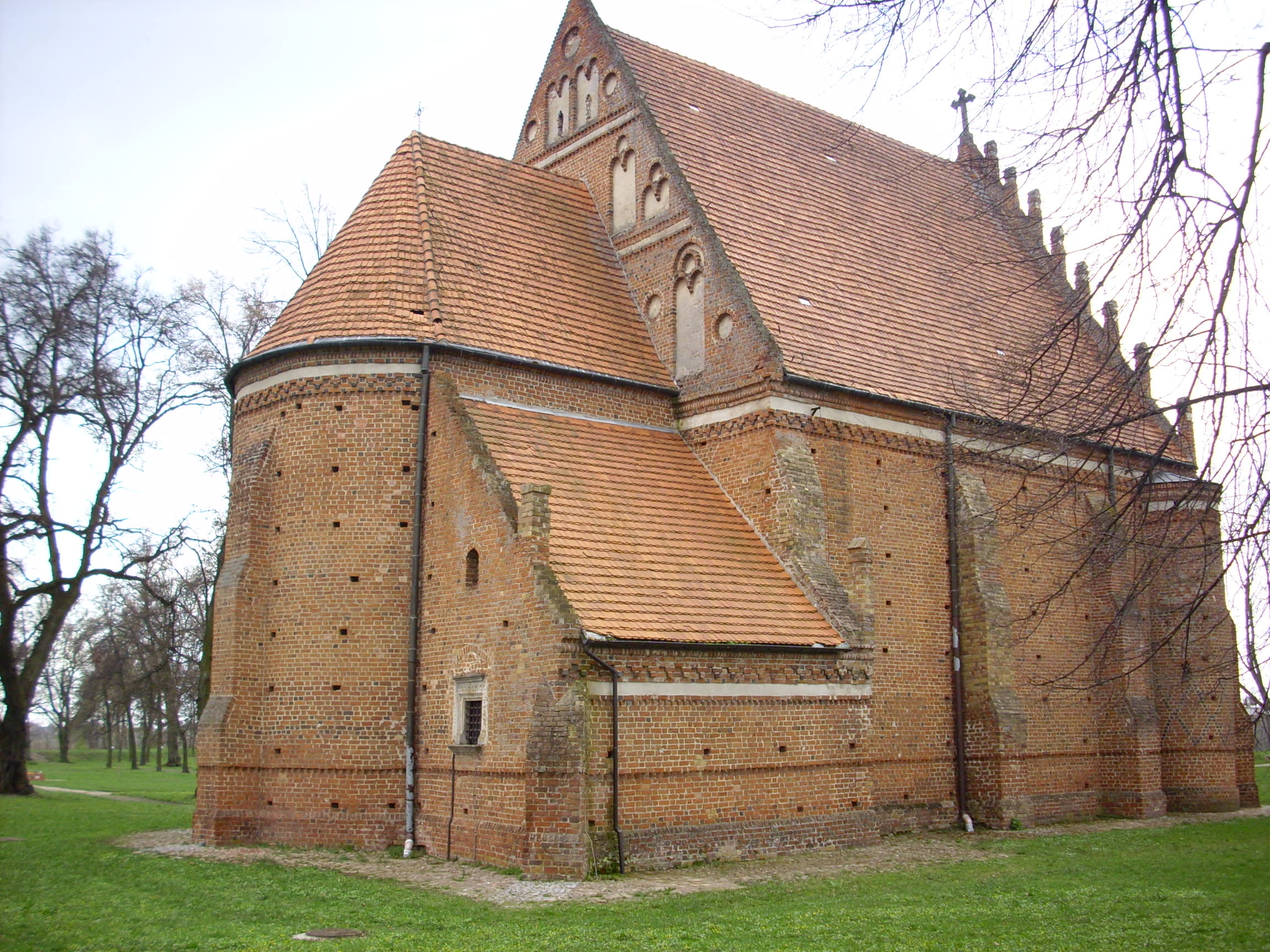
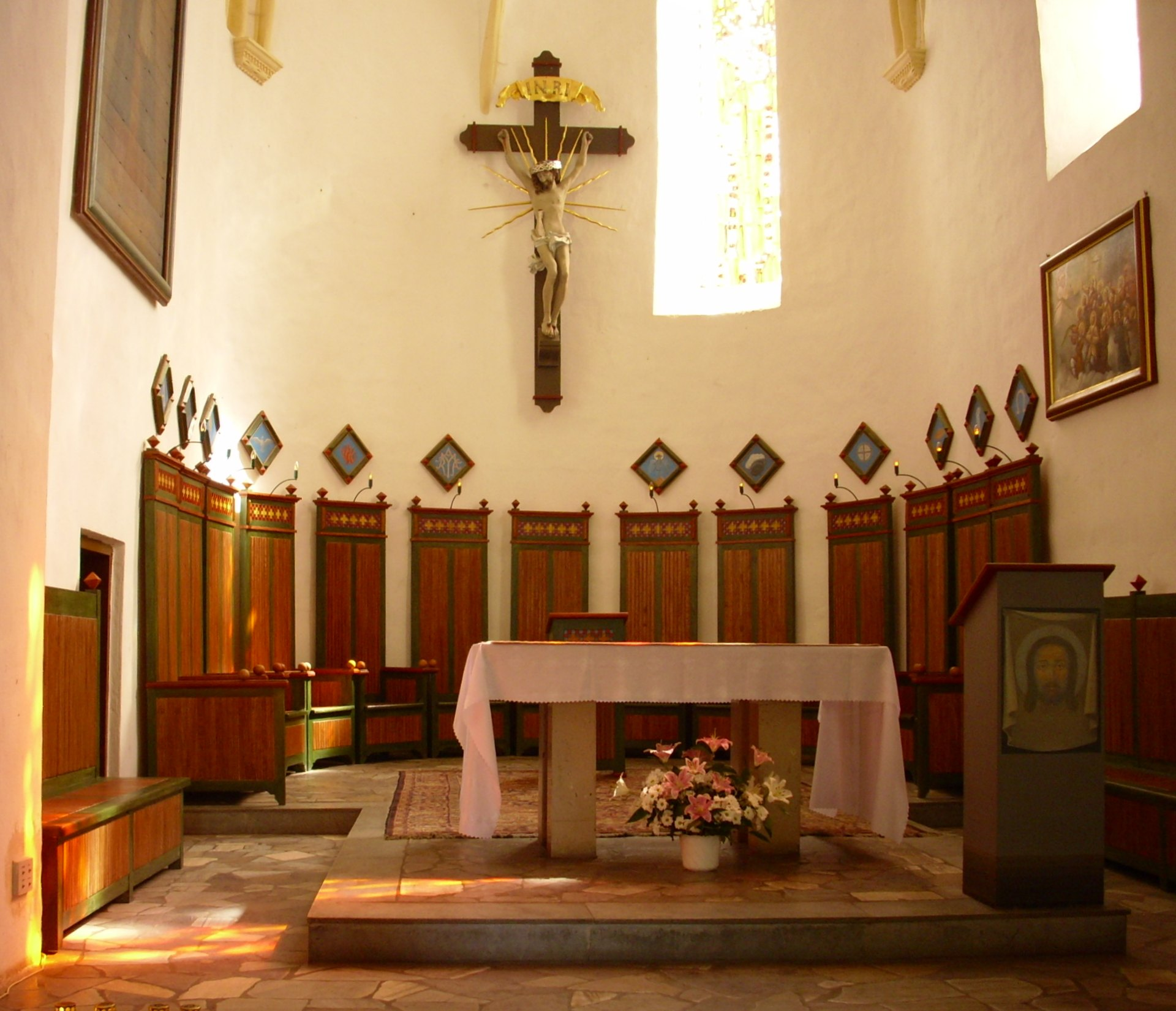
Ołtarz
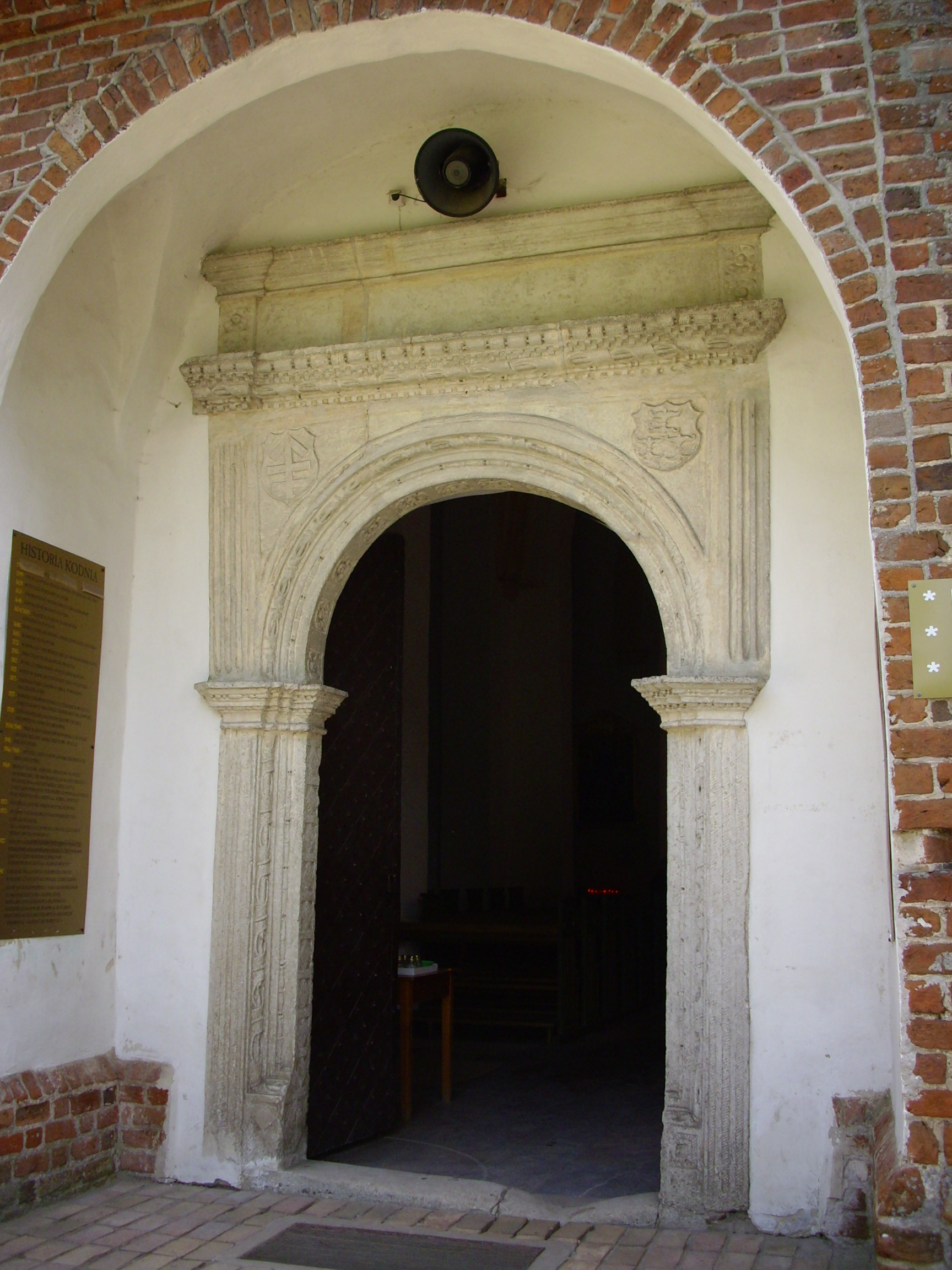
Portal